# 카푸친 작은형제회

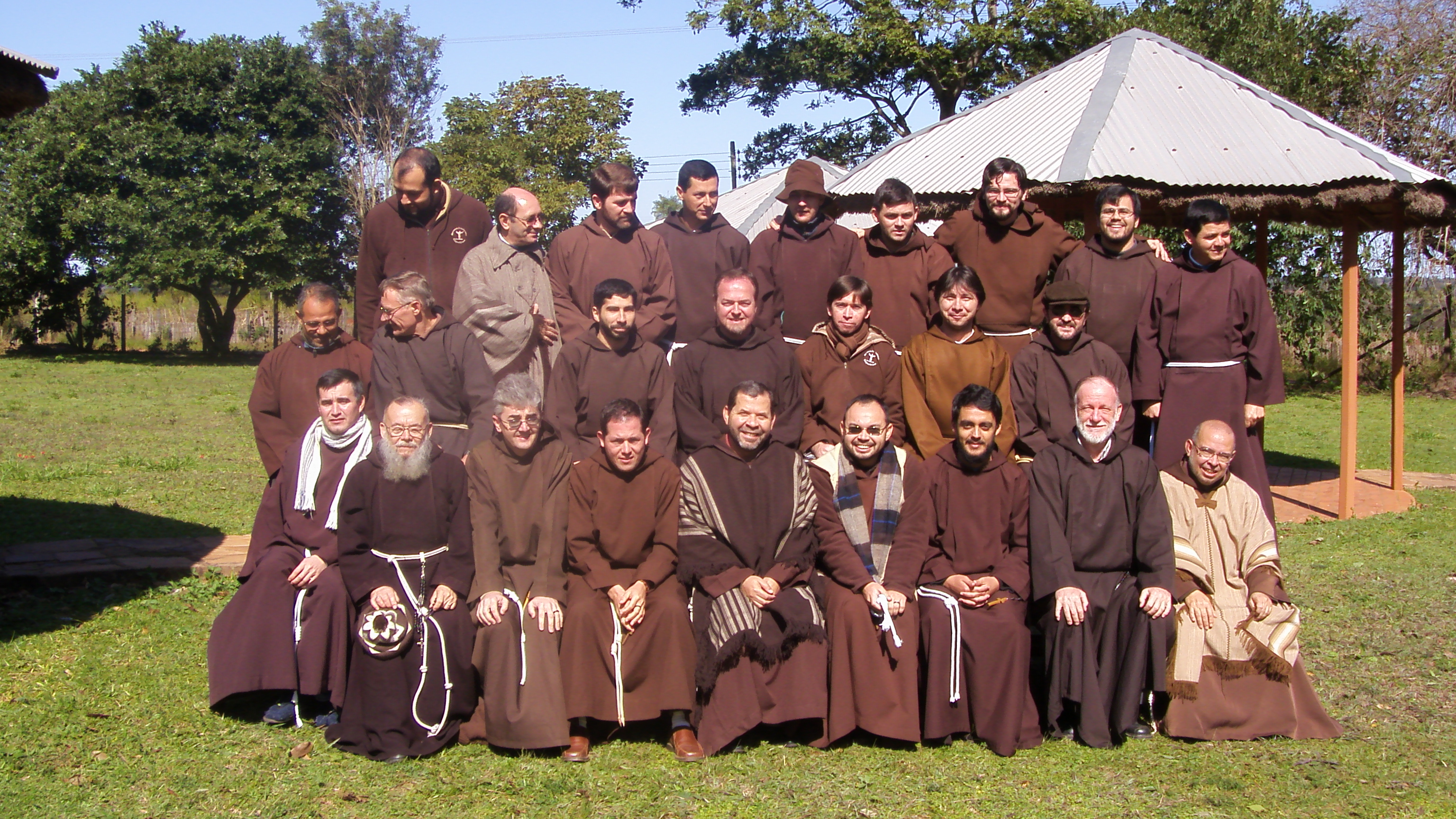

카푸친 작은형제회(라틴어: Ordo Fratrum Minorum Capuccinorum, 영어: Order of Friars Minor Capuchin, 약칭: O.F.M. Cap.)는 로마 가톨릭교회의 수도회이다. 아시시의 프란치스코가 세웠던 작은 형제회의 최후의 개혁으로 1528년 교황의 인준을 받은 카푸친 작은형제회는 기도와 가난과 더욱 작음으로써 아시시의 프란치스코와 초기 동료들의 생활양식을 할 수 있는 만큼 닮으려고 했고 이로써 기존 작은형제회와 꼰벤뚜알 프란치스코 수도회와 차별을 두려고 했다.
유명한 카푸치노 커피의 이름의 기원이 되기도 하는 카푸친 작은형제회는 서울 대교구장 김수환 스테파노 추기경의 초청으로 1986년 7월 16일 아일랜드의 성 프란치스코와 성 파트리시오의 관구 소속 4명의 형제가 입국하여 작은형제회 정동 수도원에 머무르면서 한국의 카푸친 공동체가 생겼다.
1996년에 4명의 한국인 형제들이 아일랜드 관구 봉사자 예레미아 린츠(Dermot Lynch) 형제의 주례로 첫 서약을 했으며, 1996년 9월에는 효창동에 천사들의 성 마리아 수도원을 축성했고, 1997년에는 수련소를 춘천교구 가평으로 옮겼다.
그리고 1999년에는 한국인으로 첫 번째 입회했던 2명의 형제가 종신서약을 했다. 2000년에 춘천 교구인 가평에, 카푸친 첫 성인인 칸탈리체의 성 펠릭스를 주보로 하는 수련소를 아일랜드의 관구 봉사자 대리 베드로 로제르스(Peter Rogers) 형제가 축성하였다. 2002년도에는 인천 교구의 강화도에 신학생들을 위한 브린디시의 성 라우렌시오 형제회를 설립하였다.